# Telaranea chaetophylla
Telaranea chaetophylla är en bladmossart som först beskrevs av Richard Spruce, och fick sitt nu gällande namn av Victor Félix Schiffner. Telaranea chaetophylla ingår i släktet Telaranea och familjen Lepidoziaceae. Inga underarter finns listade i Catalogue of Life.